# Зоологическое общество Лондона

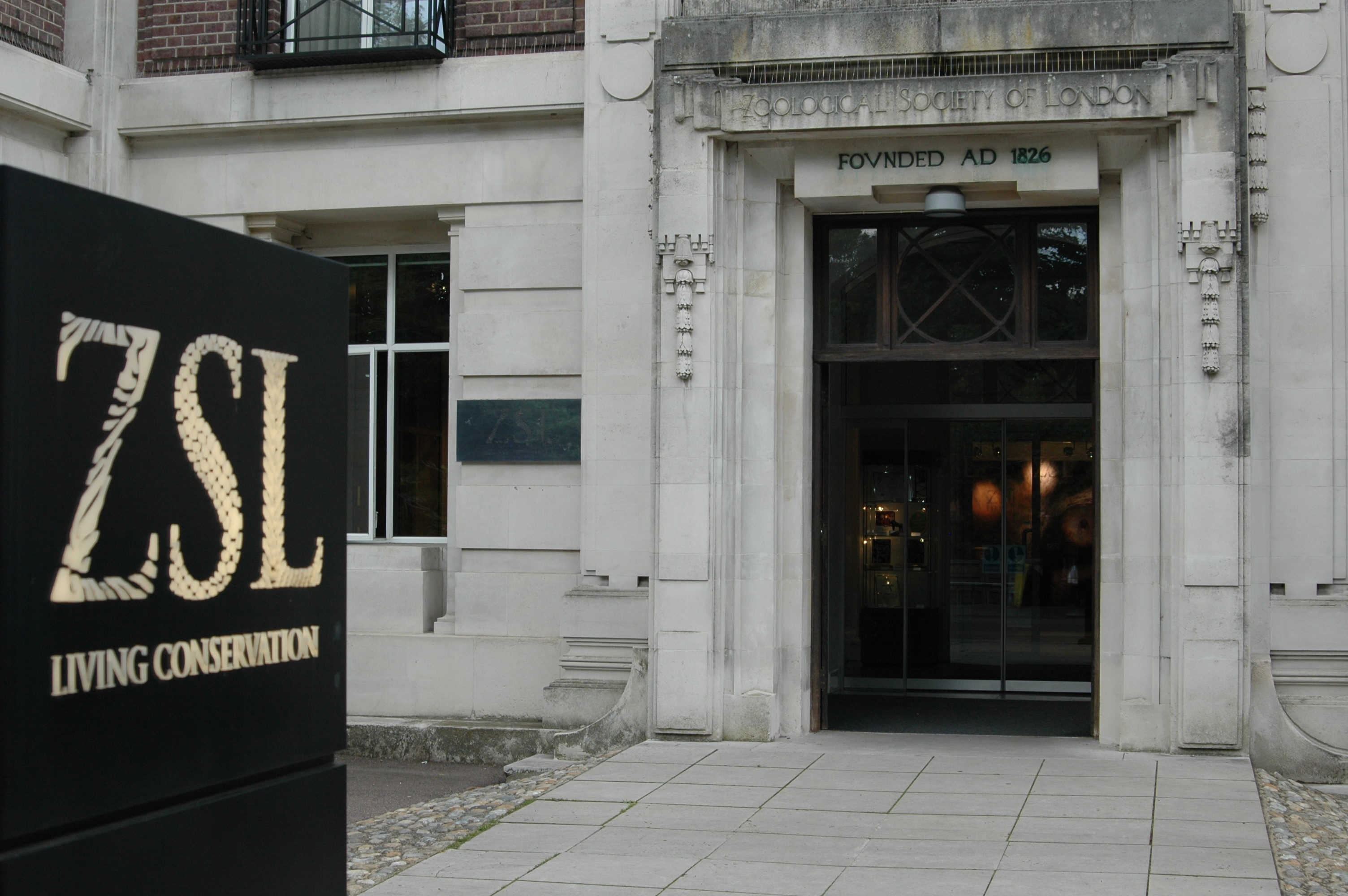
Вход в главное здание

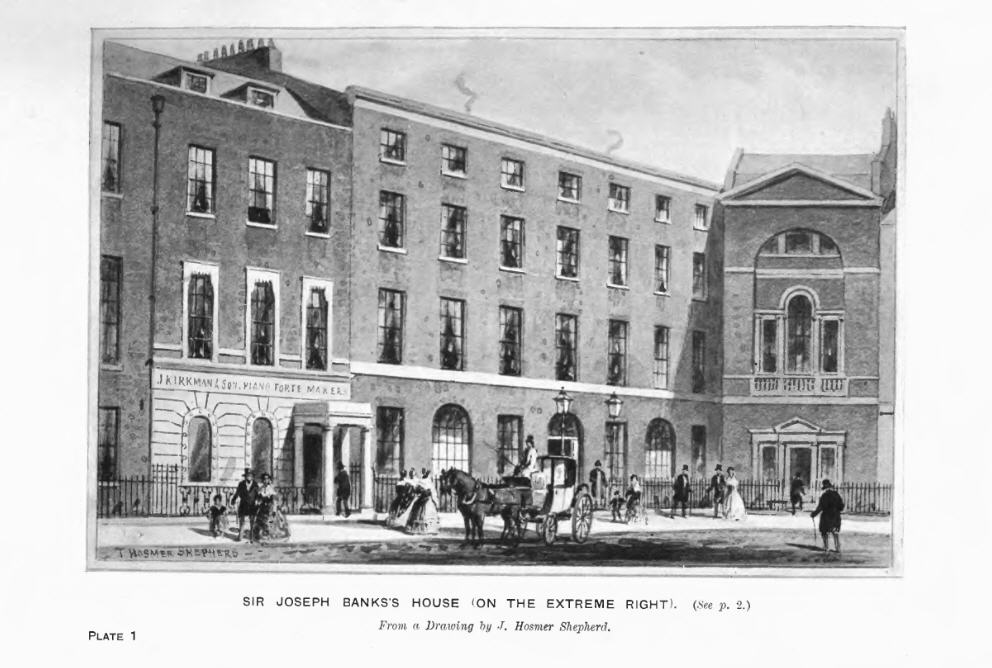
Дом сэра Джозефа Бэнкса — место учреждения и первых собраний Зоологического общества Лондона.

Зоологи́ческое о́бщество Ло́ндона (англ. The Zoological Society of London, ZSL) — научное общество зоологов Великобритании, исследующих животных и популяризующих сведения о них.

## История

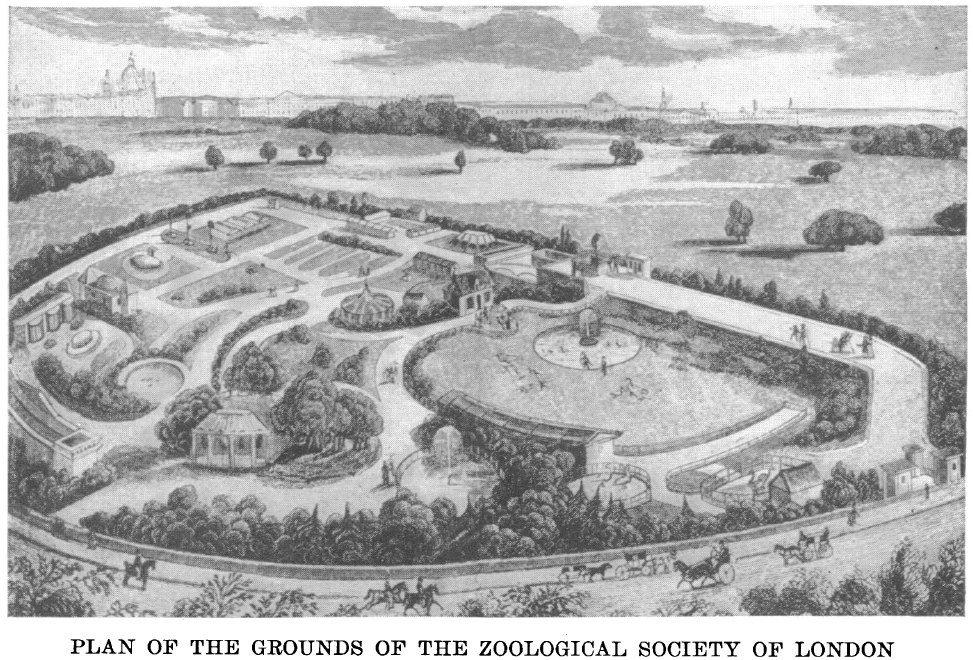
План Зоологического общества Лондона (1829).

Общество было основано в Лондоне в апреле 1826 года видным британским государственным деятелем сэром Стэмфордом Раффлзом («отцом Сингапура»), Генри Петти-Фицморисом, Джорджем Иденом, сэром Гемфри Дэви, премьер-министром Великобритании Робертом Пилем, Джозефом Сэбином, Николасом Вигорсом и другими известными натуралистами своего времени.
Первоначальная цель общества состояла в создании научной коллекции животных, а также зоосада с музеем и библиотекой. В апреле 1828 года были открыты лондонские Зоологические сады (англ. Zoological Gardens). В 1831 году король Великобритании Вильгельм IV передал в распоряжение общества королевский зверинец. С 1847 года туда начали допускать публику, чтобы помочь финансированию, и лондонцы вскоре окрестили Зоологические сады коротким словом «Zoo». Собрание животных Лондонского зоопарка (англ. London Zoo) вскоре стало одним из крупнейших в мире.

## Организации общества
- Biota!
- Institute of Zoology
- Зоопарк Уипснейд
- Лондонский зоопарк

## Издания общества
- Proceedings of the Zoological Society of London, 1833 (ныне — Journal of Zoology).
- Zoological Record (ZR) в 1864—1980, затем было передано в BIOSIS

## Награды
Некоторые из наград, присуждаемых обществом:
- Marsh Award for Conservation Biology[англ.]
- Frink Medal[англ.]
- Stamford Raffles Award[англ.]
- Серебряная медаль Зоологического общества Лондона[англ.]
- Zoological Record Award

## Почётные члены общества
- 1998 — Дэвид Аттенборо
- 1997 — энтомолог Мириам Луиза Ротшильд
- 1992 — мирмеколог Эдвард Уилсон
- 1984 — профессор Эрнст Майр

## Президенты общества
Президент возглавляет Совет общества, состоящий из 15 членов. Кроме того, сроком на 5 лет избираются секретарь и казначей общества.
- Сэр Стэмфорд Раффлз (1826)
- Генри Петти-Фицморис, 3-й маркиз Лансдаун (1827—1831)
- Эдвард Смит-Стенли, 13-й граф Дерби (1831—1851)
- Альберт, герцог Саксен-Кобург-Готский (1851—1862)
- Сэр George Clerk, Bt[англ.] (1862—1868)
- Артур Хей, 9-й маркиз Твиддэйл (1868—1878)
- Сэр Уильям Генри Флауэр (1879—1899)
- The Duke of Bedford (1899—1936)
- The Earl of Onslow[англ.] (1936—1942)
- Henry Gascoyne Maurice[англ.] (1942—1948)
- The Duke of Devonshire[англ.] (1948—1950)
- Алан Брук, 1-й виконт Аланбрук (1950—1954)
- Сэр Landsborough Thomson[англ.] (1954—1960)
- Филипп, герцог Эдинбургский (1960—1977)
- Лорд Цукерман (1977—1984)
- Сэр William MacGregor Henderson[англ.] (1984—1989)
- Avrion Mitchison (1989—1992)
- Фельдмаршал, Сэр Джон Чаппл (1992—1994)
- Сэр Martin Holdgate[англ.] (1994—2004)
- Профессор, Сэр Патрик Бейтсон (2004—2014)
- Джон Беддингтон (с 2014)